# Sumin (powiat włodawski)
Sumin – wieś w Polsce położona w województwie lubelskim, w powiecie włodawskim, w gminie Urszulin. 
Miejscowość podlega pod rzymskokatolicką parafię Chrystusa Miłosiernego w Urszulinie.
W latach 1975–1998 miejscowość należała administracyjnie do województwa chełmskiego.
Wieś stanowi sołectwo gminy Urszulin. Według Narodowego Spisu Powszechnego z roku 2011 wieś liczyła 68 mieszkańców.

## Turystyka
Wieś jest położona nad jeziorem o tej samej nazwie. Dzięki temu w lecie zamienia się w miejscowość wypoczynkową. Plaża nad jeziorem Sumin w Suminie jest jedyną plażą nad całym jeziorem. Niedawno wybudowano nowe pomosty  Jeden dla plażowiczów drugi dla wędkarzy oraz miłośników żeglarstwa. W lasku za szosą znajduje się kilkadziesiąt prywatnych domków letniskowych. 
W 2019 roku przebudowano drogę, utworzono ścieżkę rowerową. Przy plaży wybudowano stanowisko do grilla oraz palenisko. Z wieży widokowej rozpościera się widok na jezioro. 

## Historia
Według Słownika geograficznego Królestwa Polskiego z roku 1890, Sumin to jezioro i kolonia  na północ od wsi Garbatówka  w ówczesnym powiecie chełmskim, gminie Cyców. Leży śród błot i lasów, na wschód od jeziora Ratcze. Nad jeziorem kolonia włościańska powstała na obszarze folwarku dóbr Garbatówka, około 1890 roku posiadała 101 mórg obszaru. 